# Emília Letroublon
Emília Genoveva Letroublon (Ribérac, 1829 — Lisboa, 5 de julho de 1895) foi uma atriz de origem francesa que fez carreira em Portugal, no século XIX.

## Biografia
Era conhecida no meio artístico português por "Emília, a coquette" e "terceira linda Emília" (as outras eram Emília Cândida e Emília das Neves), nascida por volta de 1829, na comuna de Ribérac, na região de Dordonha, em França, filha de Madame Jules, uma francesa que teve uma hospedaria no Cais do Sodré que, depois, passou para a Rua da Prata.
Era considerada muito formosa e elegante, vestindo-se no rigor da moda. Montava e passeava a cavalo com trajes masculinos, ato irreverente para a época. Tocava guitarra, cantava bem o Fado e tinha uma vida boémia e romântica, onde abundavam ceias, noites de fado e touradas, acompanhando os estroinas mais conhecidos da capital.

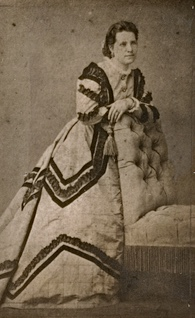
Retrato fotográfico da atriz Emília Letroublon (Biblioteca-Arquivo do Teatro Nacional D. Maria II, década de 1860).

Estreou-se como atriz nos primórdios do Teatro Gymnasio, em 1848, na peça De Como se Transforma um Caloiro, com tal êxito que passou dos 12 mil reis que ganhava no primeiro mês, para 60 mil no segundo. No mesmo teatro representou Namorada de Príncipe e foi travesti na comédia Neto, já como atriz de pirmeira ordem. Após a Revolução da Maria da Fonte que obrigou ao fecho dos teatros do país e após a modernização do Gymnasio, é escriturada, em novembro de 1852, pela Sociedade Artística da companhia de que faziam parte Emília Cândida, Actor Taborda, Brás Martins, Assunção, Areias, entre outros. Ali representou "Anjo Gabriel", na peça Gabriel e Lusbel ou o Taumaturgo (1853), mistério em 4 atos de José Maria Brás Martins, com música de Angelo Frondoni; Entre a Terra e o Céu (1855), de Júlio César Machado, e Fossilismo e Progresso (1856), revista em 3 atos e 6 quadros de Manuel Roussado, na qual fumou em cena, escândalo que levou muita gente ao teatro para a ver.
Na noite de 26 de março de 1856, em que devia desempenhar importantes papéis na comédia Dois Mundos e Última Carta, foi raptada por José de Brito, um perseguidor que a levou para a Quinta do Pombal e, em Lisboa d'Outrora, João Pinto de Carvalho refere outro rapto, tendo sido "escondida nos casebres do Largo da Abegoaria pelo jovem Augusto José da Cunha, futuro ministro da coroa". Em 1858 vivia maritalmente com o ator José Carlos dos Santos, conhecido por Actor Santos Pitorra, num 1.º andar da Rua Nova da Palma, em frente ao Teatro do Príncipe Real. Nesta época deixa a vida boémia e dedica-se totalmente à vida artística.
Entrou para o Teatro Nacional D. Maria II a 1 de julho de 1861, contracenando com o companheiro em peças traduzidas por ele para serem representadas exclusivamente pelos dois, entre elas: Pagem da Duquesa (1862), em travesti; O Morgado de Fafe Enamorado (1863), comédia em 3 atos de Camilo Castelo Branco; Depois do Baile; Comédia em Casa; As Pragas do Capitão; Onde Irei Passar as Noites?; Dois N'Um; Um Sujeito e Uma Senhora e Um Homem e Metade de uma Mulher. A 30 de novembro de 1867, aquando da inauguração do Teatro da Trindade, fundado por Francisco Palha, fazia parte da companhia artística com Emília Adelaide e Delfina do Espírito Santo, com as quais integrou o elenco do drama em 5 atos de Ernesto Biester A Mãe dos Pobres. Naquele teatro salientou-se em A Família Benoiton, comédia de Victorien Sardou, e Anjo da Meia Noite (1866), drama em 5 atos, com tradução de Luís Cardoso.

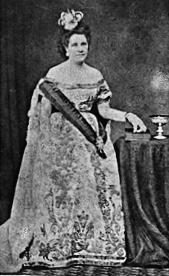
Emília Letroublon no papel de "Grã-Duquesa de Gerolstein", da peça do mesmo nome (Biblioteca-Arquivo do Teatro Nacional D. Maria II, 1868).

Quando José Carlos dos Santos foi para o Teatro do Príncipe Real, Emília acompanhou-o e ali criou, a 28 de fevereiro de 1868, o papel de A Grã-Duquesa de Gerolstein, opereta burlesca de Halevy e Meilhac, com tradução de Eduardo Garrido, obtendo um extraordinário êxito que se repetiou no Teatro da Rua dos Condes. Este acabaria por ser o seu último espetáculo. Uma doença atroz incapacitou-a totalmente e o companheiro manteve-lhe uma casa, na Rua da Glória, onde residia com uma criada, que lhe assegurava alguma qualidade de vida, apesar das dificuldades que o próprio Actor Santos Pitorra passava, devido à progressão da sua cegueira. Emília Letroublon nunca mais regressa aos palcos e vive uma vida de reclusão. José Carlos dos Santos inicia uma relação com a jovem atriz Amélia Vieira, de quem tem dois filhos e com quem casará anos mais tarde. Em 1886, Santos falece e Emília é instalada por Amélia e José Gregório da Rosa Araújo, amigo íntimo, num quarto em casa de uma família que a tratou com grandes cuidados. A atriz Emília dos Anjos e o Dr. Sousa Martins, que sempre a tratou com dedicação e a operou várias vezes, visitavam-na diariamente.
António de Sousa Bastos referiu que o Estado decretou uma pensão mensal de 48 mil réis saídos dos Cofres das Aposentações dos Artistas, de que se sustentava. O mesmo empresário teatral refere, acerca de Letroublon: "Das três lindas Emílias, que foram contemporâneas e todas as três notáveis actrizes, Emília das Neves, Emília Cândida e Emília Letroublon, não foi esta e menos formosa e foi decerto a mais elegante. Talento também não lhe faltava."
Faleceu sozinha e pouco relembrada pelo público, vítima de hidropisia, após 27 anos afastada dos palcos, às 23 horas e meia de 5 de julho de 1895, no rés-do-chão do número 140 da Rua de D. Carlos I, freguesia de Santos-o-Velho, em Lisboa. Contava, segundo o seu assento de óbito, 66 anos de idade. O seu funeral, que ocorreu a 6 de julho, foi apenas acompanhado por Amélia Vieira, Emília Cândida, Emília dos Anjos, Beatriz Rente, Mariana Ferraz, Aranha Gonçalves e Artur Pinheiro. Nenhum teatro se fez representar ou prestou qualquer homenagem. Foi sepultada em jazigo, no Cemitério dos Prazeres, em Lisboa.
O acontecimento foi pouco noticiado, no entanto, denota-se o artigo publicado pelo periódico Diário Illustrado, a 7 de julho de 1895, no qual se pode ler: "Para a geração nova ella foi uma desconhecida. Do seu tempo restam apenas Taborda e Emilia Candida. Entretanto foi uma estrella de primeira grandeza, pelo seu valor artistico e pela rara belleza de que era dotada. Foi a primeira Gran duqueza que appareceu em Lisboa. Santos, que vira a magnifica opereta em Paris, partiu logo para Lisboa, tratando immediatamente d'arranjar traductor. Uma vez traduzida, a peça subiu à scena no Principe Real. Emilia Letroublon foi uma Gran duqueza maravilhosa! Os seus partidarios, porque os tinha, como os tinham as outras duas Emilias d'então - Emilia das Neves e Emilia Candida - fizeram-lhe ovações extraordinarias. A sua chronica galante foi enorme. E de todo esse esplendor passado restava apenas, ha vinte annos, uma pobre velhinha, obesa e idiota. Por fim, a morte compadeceu-se do seu longo martyrio, e levou-a, já quando a sua memoria quasi desapparecera por completo, do pequeno numero de pessoas que a conheceram nos seus tempos de gloria. Paz à sua alma."